# Félix Gilberto Elizalde
Félix Gilberto Elizalde (Buenos Aires, 17 de septiembre de 1924-17 de septiembre de 1981) fue un economista argentino, que se desempeñó como presidente del Banco Central de la República Argentina (BCRA) durante la presidencia de Arturo Umberto Illia, entre octubre de 1963 y junio de 1966, de quien era uno de sus principales asesores económicos. 

## Biografía
Nacido en el seno de una familia con extensa trayectoria radical, ya su abuelo había sido diputado nacional por el partido, como también lo fue su hermano. Se recibió como economista en la Universidad de Buenos Aires en 1949, militó desde joven en la Unión Cívica Radical. Posteriormente, estudió en la Universidad de Columbia. Se doctoró en Finanzas y Economía.
Apoyó a la Unión Cívica Radical del Pueblo y junto con Bernardo Grinspun se desempeñaron como los principales asesores en economía de Arturo Illia. Con la llegada a la presidencia de Illia, y la salida de Luis María Otero Monsegur, fue nombrado presidente del Banco Central, y se desempeñó entre el 17 de octubre de 1963 y 28 de junio de 1966.
Asumió su cargo en medio de una fuerte recesión, y con una gran deuda externa que se propuso reducir. que se venía arrastrando desde la presidencia de José María Guido. Durante su mandato al frente del Banco Central se dio la primera «pesificación» obligatoria de las cajas de ahorros en dólares en la historia económica del país, dispuesta el 20 de abril de 1964, duramente criticada por los sectores liberales del país. La pesificación, según se justificó, tenía la intención de evitar el colapso del sistema bancario que venía otorgando créditos sin regulaciones desde años anteriores. También se modificó la carta orgánica del BCRA con la intención de permitir que éste pudiese prestar mayores montos de ingresos al gobierno nacional.
Fue asesor de economía de Raúl Alfonsín, como director del Instituto de Estudios Económicos y Sociales, que él mismo creó, hasta su prematura muerte en 1981.